# Sorożyno
Sorożyno (ros. Сорожино) – wieś (dieriewnia) w Rosji, w obwodzie wołogodzkim, w rejonie charowskim. W 2010 liczyła 218 mieszkańców.